# Friedmann-Lemaître modellen
I 1920'erne udviklede den russiske matematiker Alexander Alexandrovich Friedman og den belgiske  astronom og professor i fysik (han var desuden også  romersk-katolsk præst) Georges Lemaître, uafhængigt af hinanden, Friedmann-Lemaîtremodellen, der er teorier som man godt kan kalde forløbere for Big-Bangmodellen. De gik begge to ud fra Einsteins generelle relativitetsteori, men undlod den kosmologiske konstant, da der ikke var noget bevis for at den overhovedet eksisterede.
| Fysik | Spire Denne artikel om fysik er en spire som bør udbygges. Du er velkommen til at hjælpe Wikipedia ved at udvide den. |